# Ugo VIII di Lusignano
Ugo VIII di Lusignano detto il Vecchio o il Bruno (le Vieux ou le Brun) (in francese Hugues, in catalano Hug, in spagnolo Hugo, in aragonese Hugo, in portoghese Hugo, in galiziano e in latino Hugo Hugo; 1106 circa – 1173 circa) fu signore di Lusignano dal 1151 alla sua morte.

## Biografia

### Infanzia
Secondo il documento n° CCLXVIII del Chartes et documents pour servir à l'histoire de l'abbaye de Saint-Maixent, vol 1, datato 1118, Ugo era figlio primogenito del settimo Signore di Lusignano, Ugo VII, detto il Bruno (le Brun) e si potrebbe intendere di Sarracina di Lezay (circa 1067- 1143/1144, anno in cui non viene più citata nei documenti); il documento n° CXXX, del 1143, del Cartulaire du chapitre Saint-Hilaire-le-Grand de Poitiers (non consultato) attesta che la moglie di Guglielmo di Lusignano, figlio secondogenito di Ugo VII fosse la figlia di primo letto di Sarracina, per cui si deve supporre che anche Ugo VII avesse avuto un'altra moglie, di cui non si conoscono né il nome né gli ascendenti, prima di Sarracina, per cui se il documento n° CXXX, sopra citato, è veritiero, sia Guglielmo sia Ugo, il primogenito sarebbero figli di primo letto.
Di Sarracina di Lezay non si conoscono gli ascendenti, ma sembra che fosse vedova, molto probabilmente del conte di Sanseverino, Roberto.
Come conferma il documento n° 157, datato 1087, del Chartes de l'abbaye de Nouaillé de 678 à 1200, Ugo VII di Lusignano, detto il Bruno (le Brun) era figlio primogenito del sesto Signore di Lusignano, Ugo VI, detto il Diavolo (le Diable) e di Ildegarda di Thouars (quinto decennio del secolo XI-dopo il 1100), che, sempre secondo il documento n° 157 del Chartes de l'abbaye de Nouaillé de 678 à 1200, era figlia del visconte Amalrico di Thouars e della sua prima moglie, Armengarda di Mauléon..

### Giovinezza
Ugo viene citato in alcuni documenti con il padre, Ugo VII il Bruno:
- nel documento n° 197, di data imprecisata (tra il 1115 ed il 1140), del Chartes de l'abbaye de Nouaillé de 678 à 1200, che riporta che Ugo VII il Bruno (Ugo Brunus), col consenso della moglie Sarracina e dei figli (tra cui Ugo il Vecchio) rinunciò ai suoi diritti su una proprietà, nei pressi di Fronteniacum in favore dell'abbazia di Nouaillé[7].
- nel documento n° CCLXVIII del Chartes et documents pour servir à l'histoire de l'abbaye de Saint-Maixent, vol 1, datato 1118, in cui Ugo VII (Hugo Brunus de Liziniaco), in cui si riconosce vassallo del monastero di Saint-Maixent, assieme alla moglie, Sarracina, ed ai figli, Ugo il Vecchio e Guglielmo (uxore mea Sarracena et filiis meis Hugone et Guillelmo) [2].
- nel documento n° 500 del Cartulaire de l'abbaye de Saint-Cyprien de Poitiers : (931-1155)], verso il 1120, in cui Ugo VII, assieme alla moglie e a tutti i figli, tra cui Ugo il Vecchio (Ugo Brunus et uxor sua Sarracena infantesque illorum) fece una donazione alla chiesa di Saint-Cyprien[8].
- nel documento n° CXXX, del 1143, del Cartulaire du chapitre Saint-Hilaire-le-Grand de Poitiers (non consultato) in cui Ugo VII il Bruno ed il figlio, Ugo il Vecchio, rinunciarono ai diritti acquisiti (usurpati) sulla chiesa di Sant'Ilario di Poitiers (Église Saint-Hilaire le Grand); il documento è controfirmato anche dalla moglie di Ugo VII, Sarracina, dal figlio Guglielmo e dalla moglie di quest'ultimo, Denise[3].
- nel documento n° XII, del 1144, del CHAMPOLLION-FIGEAC AIMÉ, Mémoires du Cardinal de Retz - Tome II (non consultato), in cui VII Ugo il Bruno, assieme ai suoi cinque figli maschi (tra cui Ugo il Vecchio), fu perdonato per l'ingiustizia perpetrata ai danni della chiesa di San Pietro Pictavino de La Celle, nella contea di Poitiers[3].

### Matrimonio
Ugo il Vecchio aveva sposato, intorno al 1140, nel castello di Vouvant, Bourgogne de Rançon(† 1169), dama di Fontenay, figlia di Goffredo di Rançon e Falsifie, dama di Moncontour; Bourgogne viene citata come moglie di Ugo VIII il Vecchio, nel documento n° 214, datato 1152, del Chartes de l'abbaye de Nouaillé de 678 à 1200.

### Signore di Lusignano

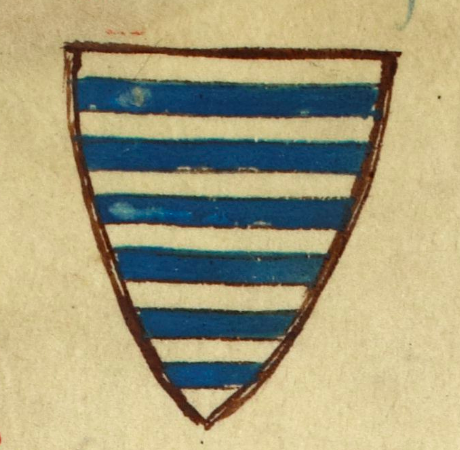
Lo stemma dei Lusignano nellHistoria anglorum

Suo padre, Ugo VII il Bruno, morì, verso il 1151 e Ugo il Vecchio, essendo il figlio primogenito, gli succedette come signore di Lusignano, come conferma il documento n° 214, datato 1152, del Chartes de l'abbaye de Nouaillé de 678 à 1200.

### Spedizione in Terra Santa

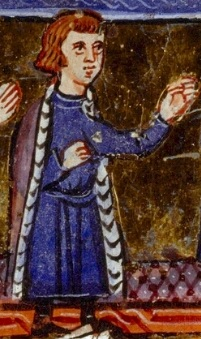
Baemomdo III d'Antiochia a Gerusalemme

Secondo lo storico delle Crociate, Guglielmo di Tiro, che fu arcivescovo della città di Tiro, nell'odierno Libano, nella sua Historia rerum in partibus transmarinis gestarum, Ugo il Vecchio (Hugo de Liniziaco senior), nel 1163, si recò in pellegrinaggio in Terra Santa assieme a Goffredo Martello, fratello del conte d'Angoulême, Guglielmo VI, ed in quello stesso anno si unì alle truppe che difendevano con successo la contea di Tripoli dagli attacchi di Norandino.
L'anno dopo si unì a Raimondo III di Tripoli, Boemondo III di Antiochia, Joscelin III di Edessa, Thoros II d'Armenia e Costantino Colomanno, per liberare dall'assedio di Norandino il castello di Harem; al loro arrivo Norandino finse di ritirarsi e attirò i Crociati in una trappola, dove fece strage di nemici e fece prigionieri tutti i comandanti, ad eccezione di Thoros, che si era rifiutato di inseguire Norandino, subodorando la trappola. Ugo VIII, assieme agli altri prigionieri, dopo che Norandino aveva conquistato il castello, nel 1165 furono condotti in catene fino ad Aleppo. Questi avvenimenti sono confermati anche dalla lettera del Patriarca latino di Antiochia, Aimerio di Limoges al re di Francia, Luigi VII
Mentre Boemondo, nel 1165 e Raimondo, nel 1173, furono poi liberati, di Ugo non si ebbero più notizie e, secondo lo storico britannico Peter W. Edbury, nel suo The Kingdom of Cyprus and the Crusades 1191-1374 (non consultato), non fu mai liberato e morì in prigionia.
Prima di partire in pellegrinaggio a Gerusalemme, nel 1163, Ugo VIII il Vecchio, associò il figlio primogenito, Ugo, alla conduzione della signoria.

### Morte
Non si hanno notizie circa la morte di Ugo VIII, ma si presume sia avvenuta nel 1173; in quella data il nipote Ugo IX di Lusignano, figlio di Ugo il Bruno di Lusignano (morto nel 1169 circa), assunse il titolo di signore di Lusignano.

## Discendenza
Ugo da Bourgogne de Rançon ebbe sette figli:
- Ugo[10] (1141-1169), co-signore di Lusignano assieme al padre[16]; sposò una certa Orengarde da cui ebbe Ugo IX di Lusignano;
- Roberto[10], morto bambino nel 1150;
- Amalrico II[17], (1145-1205) re di Cipro e Gerusalemme;
- Goffredo[10] (1149-1215) conte di Jaffa e d'Ascalon, signore di Mervent, Vouvent e Montcontour;
- Pietro[10], forse prete;
- Guido[17], (1159-1192) re di Gerusalemme e Cipro;
- Guglielmo ( † prima del 1208), che secondo lo storico Reinhold Röhricht (1842–1905) aveva sposato Beatrice, figlia di Joscelin III di Edessa[15].

## Ascendenza
|                       |   |                      | Genitori                |  |  | Nonni |  |  | Bisnonni           |  |  | Trisnonni           |  |
|                       |   |                      |                         |  |  |       |  |  | Ugo V di Lusignano |  |  | Ugo IV di Lusignano |  |
|                       |   |                      |                         |  |  |       |  |  | Ugo V di Lusignano |  |  | Ugo IV di Lusignano |  |
|                       |   | Adelarda             |                         |  |  |       |  |  | Ugo V di Lusignano |  |  |                     |  |
| Ugo VI di Lusignano   |   |                      |                         |  |  |       |  |  | Ugo V di Lusignano |  |  |                     |  |
|                       |   | Almodis de La Marche | Bernardo I de La Marche |  |  |       |  |  |                    |  |  |                     |  |
|                       |   | Almodis de La Marche | Bernardo I de La Marche |  |  |       |  |  |                    |  |  |                     |  |
|                       |   | Almodis de La Marche | Amelia de Rasés         |  |  |       |  |  |                    |  |  |                     |  |
| Ugo VII di Lusignano  |   | Almodis de La Marche |                         |  |  |       |  |  |                    |  |  |                     |  |
|                       |   | Amaury IV de Thouars | …                       |  |  |       |  |  |                    |  |  |                     |  |
|                       |   | Amaury IV de Thouars | …                       |  |  |       |  |  |                    |  |  |                     |  |
|                       |   | Amaury IV de Thouars | …                       |  |  |       |  |  |                    |  |  |                     |  |
| Ildegarda di Thouars  |   | Amaury IV de Thouars |                         |  |  |       |  |  |                    |  |  |                     |  |
|                       |   | Amelina              | …                       |  |  |       |  |  |                    |  |  |                     |  |
|                       |   | Amelina              | …                       |  |  |       |  |  |                    |  |  |                     |  |
|                       |   | Amelina              | …                       |  |  |       |  |  |                    |  |  |                     |  |
| Ugo VIII di Lusignano |   | Amelina              |                         |  |  |       |  |  |                    |  |  |                     |  |
|                       | … | …                    |                         |  |  |       |  |  |                    |  |  |                     |  |
|                       | … | …                    |                         |  |  |       |  |  |                    |  |  |                     |  |
|                       | … | …                    |                         |  |  |       |  |  |                    |  |  |                     |  |
| …                     | … |                      |                         |  |  |       |  |  |                    |  |  |                     |  |
|                       |   | …                    | …                       |  |  |       |  |  |                    |  |  |                     |  |
|                       |   | …                    | …                       |  |  |       |  |  |                    |  |  |                     |  |
|                       |   | …                    | …                       |  |  |       |  |  |                    |  |  |                     |  |
| Sarracina de Lezay    |   | …                    |                         |  |  |       |  |  |                    |  |  |                     |  |
|                       |   | …                    | …                       |  |  |       |  |  |                    |  |  |                     |  |
|                       |   | …                    | …                       |  |  |       |  |  |                    |  |  |                     |  |
|                       |   | …                    | …                       |  |  |       |  |  |                    |  |  |                     |  |
| …                     |   | …                    |                         |  |  |       |  |  |                    |  |  |                     |  |
|                       |   | …                    | …                       |  |  |       |  |  |                    |  |  |                     |  |
|                       |   | …                    | …                       |  |  |       |  |  |                    |  |  |                     |  |
|                       |   | …                    | …                       |  |  |       |  |  |                    |  |  |                     |  |
|                       |   | …                    |                         |  |  |       |  |  |                    |  |  |                     |  |

### Fonti primarie
- (LA)  Cartulaire de l'abbaye de Saint-Cyprien de Poitiers : (931-1155).
- (LA)  Chartes et documents pour servir à l'histoire de l'abbaye de Saint-Maixent, vol 1.
- (LA)  Chartes de l'abbaye de Nouaillé de 678 à 1200
- (LA)  Recueil des historiens des Gaules et de la France. Tome 16
- (LA)  Historia rerum in partibus transmarinis gestarum, liber XIX
- (LA)  Monumenta Germaniae Historica, Scriptores, tomus XXIII

### Letteratura storiografica
- (EN)  The Lusignan family in the 11th & 12th centuries